# Akschindlium
Akschindlium je monotipski rod mahunarki smješten u podtribus Desmodiinae, dio tribusa Desmodieae. Jedini je predstavnik A. godefroyanum, trajnica iz Indokine.
To je je uspravan grm koji obično naraste 150 - 300 cm visok. Biljka se bere u divljini za lokalnu upotrebu kao lijek. Ova vrsta ima simbiotski odnos s određenim bakterijama u tlu; te bakterije stvaraju kvržice na korijenu i fiksiraju atmosferski dušik. Dio tog dušika koristi biljka koja raste, ali dio mogu koristiti i druge biljke koje rastu u blizini.
Vrsta je prvi puta opisana 1891. kao Meibomia godefroyana, a kasnije je uključivana u rodove dezmodijum (Desmodium) i Tadehagi, da bi 2003. bila izdvojena u zaseban rod Akschindlium.

## Sinonimi
- Droogmansia godefroyana (Kuntze) Schindl.
- Meibomia godefroyana Kuntze
- Tadehagi godefroyanum (Kuntze) H.Ohashi